# Hồng Sơn (diễn viên)
Hồng Sơn (tên thật Lê Hồng Sơn, 18 tháng 6 năm 1957 – 13 tháng 8 năm 2011) là một diễn viên kịch nói và điện ảnh Việt Nam. Ông có được nhiều vai diễn xuất sắc trong các phim: Người đàn bà nghịch cát (Giải Bông sen bạc, LHP Việt Nam), Cỏ lau (Giải Bông sen vàng, LHP Việt Nam), Cây bạch đàn vô danh, Người Hà Nội...

## Tiểu sử và sự nghiệp
Ông sinh ngày 18 tháng 6 năm 1957 quê Giao Thủy, Nam Định trong một gia đình có 5 anh em. Trưởng thành, Lê Hồng Sơn đã chọn cho mình con đường nghệ thuật để theo đuổi. Tốt nghiệp khoa kịch nói của Đại học Sân khấu Điện ảnh, Lê Hồng Sơn về đầu quân cho Đoàn kịch Hà Nội (bây giờ là Nhà hát kịch Hà Nội). Quá trình công tác tại Nhà hát kịch Hà Nội, Lê Hồng Sơn đã có nhiều vai diễn xuất sắc, trong đó, thành công nhất là vai diễn trong vở kịch nổi tiếng Tôi và chúng ta (biên kịch Lưu Quang Vũ), Thung lũng tình yêu và Hoa cỏ dại. Với điện ảnh, Lê Hồng Sơn cũng có được nhiều vai diễn xuất sắc trong các phim: Hoàng trong Đằng sau cánh cửa, Lượng – Người đàn bà nghịch cát (Giải Bông sen bạc, LHP Việt Nam), Bạch Vân – Cây bạch đàn vô danh, Lượng – Cỏ lau (Giải Bông sen vàng, LHP Việt Nam) và trung tá Nam – Người Hà Nội.
Khi đang công tác tại Đoàn kịch Hà Nội, ông cũng làm kinh doanh khá thành công. Ông từng có tới 4 ngôi nhà ở khu phố cổ Hà Nội, một quán bar lớn ở phố Nguyễn Đình Chiểu và một gia đình hạnh phúc cùng người vợ (bạn cùng học đại học và sau là đồng nghiệp). Ông có một con gái. Sau đó ông lâm vào nghiện heroin. Khi làm phim Người Hà Nội, ông đã nghiện rồi. Những phim sau này ông thường xuyên phải xin đạo diễn ra ngoài để chích. Ông ly dị vợ và mất hết toàn bộ tài sản cơ nghiệp. Ông đi cai nghiện mất 2 năm sau gần 10 năm nghiện ngập. Đến năm 2003 ông ra trại, quyết tâm làm lại cuộc đời.
Sau khi cai nghiện thành công (2006) ông bắt đầu làm lại cuộc đời bằng các vai diễn trong các phim truyền hình. Hồng Sơn liên tục xuất hiện trong các phim truyền hình nhiều tập như: "Ma làng", "Gió làng Kình", "Chạy án (phần 2)", "Nhà có nhiều cửa sổ", "Dòng sông phẳng lặng", Một thời đã sống", "Cỏ lông chông", "Chủ tịch tỉnh" và "Biệt thự màu tro lạnh".
Cuối năm 2008, ông gặp tai nạn trên chuyến xe từ Lạng Sơn về Hà Nội trong khi quay phim Không chuyên án khiến ông bị gãy chân, phải trải qua hai lần mổ và từng lâm vào tình trạng sức khỏe nguy kịch. Sau đó ông hồi phục sức khỏe và tiếp tục đóng phim.
Ông bị đột quỵ từ tối ngày 9 tháng 8 năm 2011, nhưng không ai biết, mãi đến chiều hôm sau mới được phát hiện ra, đưa vào bệnh viện cấp cứu. Lúc đầu còn tỉnh, về sau ông hôn mê sâu và qua đời sáng 13 tháng 8 năm 2011 tại Bệnh viện Bạch Mai.

## Các phim đã tham gia
| Năm  | Tựa đề                                        | Vai diễn         | Đạo diễn                          | Định dạng            |
| ---- | --------------------------------------------- | ---------------- | --------------------------------- | -------------------- |
| 1989 | Người đàn bà nghịch cát                       | Lượng            | Đỗ Minh Tuấn                      | Điện ảnh             |
| 1993 | Cỏ lau                                        | Quảng            | Vương Đức                         | Điện ảnh             |
| 1995 | Bầu trời đầy sao                              |                  |                                   | Điện ảnh truyền hình |
| 1996 | Cây bạch đàn vô danh                          | Bạch Vân         | Nguyễn Thanh Vân, Phạm Nhuệ Giang | Điện ảnh             |
| 1996 | Người Hà Nội                                  | Nam              | Hoàng Tích Chỉ, Đoàn Lê           | Ngắn tập             |
| 1997 | Ngôi nhà xưa hoang vắng                       |                  | Phó Bá Nam                        | Điện ảnh truyền hình |
| 1998 | Người về sông Thương                          |                  | Nguyễn Hinh Anh                   | Điện ảnh truyền hình |
| 1998 | Khát vọng xanh                                |                  | Lê Cường Việt                     | Điện ảnh truyền hình |
| 2005 | Dòng sông phẳng lặng                          | Anh Thất         | Đỗ Đức Thành                      | Dài tập              |
| 2005 | Miền đồi ấm áp                                | Ông Thạnh        | Nguyễn Hữu Luyện, Duy Thanh       | Ngắn tập             |
| 2005 | Chuyện tình vùng quê                          | Quỳnh            | Lê Cường Việt                     | Ngắn tập             |
| 2005 | Tín hiệu bông sen nở                          | Tám Nhơn         | Lê Cường Việt                     | Ngắn tập             |
| 2006 | Cảnh sát hình sự: Chuyên án chưa kết thúc     | Tính             | Bùi Huy Thuần                     | Ngắn tập             |
| 2006 | Miền quê thức tỉnh                            | Dũng             | Trọng Trinh, Hoàng Nhung          | Dài tập              |
| 2006 | Gió mùa thổi mãi                              | Bác sĩ Tâm       | Trần Quốc Trọng                   | Ngắn tập             |
| 2007 | Cỏ lông chông                                 | Kiên             | Bùi Huy Thuần                     | Dài tập              |
| 2007 | Đời người và những chuyến đi                  |                  | Nguyễn Hữu Trọng, Trịnh Lê Phong  | Dài tập              |
| 2007 | Nhà có ba chị em                              | Người đàn ông lạ | Đỗ Thanh Hải                      | Điện ảnh truyền hình |
| 2007 | Những kẻ háo ngọt                             |                  | Vũ Hồng Sơn                       | Điện ảnh truyền hình |
| 2007 | Đào Xuân                                      | Ông Phương       | Trọng Trinh                       | Điện ảnh truyền hình |
| 2007 | Khát vọng công lý                             |                  | Nguyễn Anh Tuấn                   | Ngắn tập             |
| 2007 | Ma làng                                       | Lã Văn Dỏ        | Nguyễn Hữu Phần, Hoàng Lâm        | Dài tập              |
| 2008 | Cảnh sát hình sự: Tên sát nhân có tài mở khóa | Ông Hùng         | Trọng Trinh                       | Ngắn tập             |
| 2008 | Mùa hè rớt                                    | Quang            | Phạm Thanh Phong                  | Điện ảnh truyền hình |
| 2008 | Rượu cần đêm mưa                              | Trưởng bản       | Nguyễn Đức Việt                   | Điện ảnh truyền hình |
| 2008 | Cảnh sát hình sự: Chạy án (phần 2)            | Mã "đại gia"     | Vũ Hồng Sơn                       | Dài tập              |
| 2008 | Nhà có nhiều cửa sổ (phần 1)                  | Bác sĩ Phong     | Phi Tiến Sơn, Vũ Hồng Sơn         | Dài tập              |
| 2008 | Gió làng Kình                                 | Bài              | Nguyễn Hữu Phần, Bùi Thọ Thịnh    | Dài tập              |
| 2008 | Cảnh sát hình sự: Cổ vật                      | Woòng Sanh       | Bùi Huy Thuần                     | Dài tập              |
| 2009 | Chuyện thám tử                                | Ông Dương        | Bùi Thọ Thịnh                     | Ngắn tập             |
| 2010 | Xuân Cồ bịt trống                             |                  | Vũ Minh Trí                       | Điện ảnh truyền hình |
| 2010 | Ám ảnh xanh                                   |                  | Châu Huế                          | Dài tập              |
| 2011 | Cảnh sát hình sự: Ngôi biệt thự màu tro lạnh  | Thắng Quại       | Bùi Huy Thuần, Bùi Quốc Việt      | Dài tập              |
| 2011 | Chủ tịch tỉnh                                 | Thanh            | Bùi Huy Thuần, Bùi Quốc Việt      | Dài tập              |